# تبریزخاتون
تبریزخاتون یکی از روستاهای استان کردستان است که در دهستان چهل‌چشمهٔ بخش مرکزی شهرستان دیواندره واقع شده‌است.(جمعیت= ۳۰۰)
لازم به ذکر است زبان اهالی این روستا کردی سورانی می باشد 
1. «: کمیته تخصصی نام نگاری و یکسان‌سازی نام‌های جغرافیایی ایران :». بایگانی‌شده از اصلی در ۲۹ اوت ۲۰۱۱. دریافت‌شده در ۱۹ ژوئیه ۲۰۱۱.

- «نتایج سرشماری ایران در سال ۱۳۸۵». درگاه ملی آمار. بایگانی‌شده از روی نسخه اصلی در ۲۱ آبان ۱۳۹۲.